# جک بروکس (بازیکن فوتبال)
جک بروکس (انگلیسی: Jack Brooks) یا جان بروکس (به انگلیسی: John Brooks) (۱۴ مارس ۱۹۰۴ – ۳۰ مارس ۱۹۷۳) یک بازیکن فوتبال بود.